# La máquina de hacer pájaros (canción)
"La máquina de hacer pájaros" es una canción escrita por Daniel Rucks e interpretada en 1983 por el grupo salvadoreño Nahutec, un grupo musical integrado por estudiantes de la Universidad Tecnológica de El Salvador. Esta canción se volvió la canción más reconocida del grupo juvenil, volviéndose de las más emblemáticas de los años 1980 de El Salvador. La canción fue regrabada por el dúo Rucks Parker en 1996.

## Historia
La Unidad de Cultura de la Universidad Tecnológica de El Salvador convocó a sus estudiantes para realizar un laboratorio de música iberoamericana a inicios de 1983. De todos los participantes solo lograron persistir 7, los cuales terminaron creando el grupo al que bautizaron como Nahutec.
El nombre Nahutec es una combinación de las palabras "nahuátl", haciendo referencia a las raíces indígenas del país, y "UTEC", que son las siglas de dicha universidad.
La primera canción que grabaron fue "Bajo el esfalto", luego "La máquina de hacer pájaros", "Los tontos no olvidamos jamás", "Tobías y el aeroplano", "Naturaleza", entre otras. La voz principal de la canción "La máquina de hacer pájaros" es Sonia Evelyn de Guzmán.

## Personal
- Sonia Evelyn Guzmán: voz
- Margarita Veliz
- Gilberto A. Vassiliu
- Roberto Marroquín
- Andés Eduardo Ayala
- Oliverio Rivas
- César Edgardo Melara Cruz
- Armando Zepeda: ingeniero, mezclador, supervisor
- Roberto Milchorena: director artístico

## Versión de Rucks Parker
"La máquina de hacer pájaros" fue grabada y lanzada por el dúo salvadoreño Rucks Parker en el año 1996, como parte de su cuarto y último álbum Crónicas de Nomeacuerdo. Este tema cuenta con la participación de Daniel Rucks, el escritor original,  y con la voz de Gerardo Parker.

## Letra y composición
La canción fue escrita originalmente por Daniel Rucks. Rucks ha dicho que se inspiró en una antigua historieta argentina titulada García y la máquina de hacer pájaros cuando era niño para escribir la letra de la canción que le dejaron en el colegio realizar una composición. Asimismo, menciona que la canción no tiene ninguna relación con el grupo que formó Charly García llamado La Máquina de Hacer Pájaros, porque "ambos tuvimos la misma inspiración en extremos diferentes".
La canción está escrita en la clave de D mayor y sigue la progresión de acordes D–A en los versos, Em–A–G–D en el precoro, C–A en el punte y D–G–D–A en el coro.
La letra cuenta la historia de un hombre cuyo apellido era García. García llevaba una vida común en su trabajo, y consecuentemente de mucho estrés. Al llegar a su casa siempre tenía un sueño, en el cual soñaba con una máquina que tenía la capacidad de crear pájaros, lo cual le llenaba de alegría y tranquilidad. Una tarde García fue al parque donde activó su máquina (tres cajas), llenándose de alegría al ver la ciudad llena de pájaros volando. Los transeúntes, por otro lado, no lograban comprender la alegría de García. 
La canción hace hincapié en el poder de los sueños y a la posibilidad de cumplirlos.